# Resplendent
Resplendent este o colecție de povestiri științifico-fantastice din seria Destiny's Children, o sub-serie a Xeelee Sequence, creată de scriitorul britanic Stephen Baxter. A apărut prima dată în 2006 la editura Victor Gollancz Ltd.

## Cuprins
- “Cadre Siblings” (din revista Interzone 153, martie 2000)
- Reality Dust (2000)
- “Silver Ghost” (Asimov’s, septembrie 2000)
- “On the Orion Line” (Asimov’s, October 2000)
- “In the Un-Black” (din Redshift, 2001)
- “The Ghost Pit” (Asimov’s, iulie 2001)
- “The Cold Sink” (Asimov’s, august 2001)
- “Breeding Ground” (Asimov’s, februarie  2003)
- “The Great Game” (Asimov’s, martie 2003)
- “The Chop Line” (Asimov’s, 2003)
- “The Dreaming Mould”, Interzone 179, mai 2002)
- “Conurbation 2473” (din Live without a Net, august 2003)
- “All in a Blaze” (din Stars: Stories Based on the Songs of Janis Ian, 2003)
- Riding the Rock (nov. 2002)
- “Lakes of Light” (din Constellations, 2005)
- “Between Worlds” (din Between Worlds, septembrie 2004)
- Mayflower II (august 2004)
- “Ghost Wars” (din  Asimov’s, ianuarie 2006)

### Reality Dust
Reality Dust este a șasea lucrare din Xeelee Sequence.

### Riding the Rock
Riding the Rock este a șaptea lucrare din Xeelee Sequence.

### Mayflower II
Mayflower II este a opta lucrare din Xeelee Sequence.

### The Siege of Earth
„Asediul Pământului” este povestirea finală din carte, care detaliază o întâlnire între un tânăr de pe Marte și naratorul general al romanului, Luru Parz. Această ultimă parte a cărții explică originea Pământului Vechi, care apare în părți din Xeelee: Endurance.